# Nipissing Ouest
Pour les articles homonymes, voir Nipissing.
Nipissing-Ouest est une municipalité ontarienne située sur la rive nord et sud-ouest du lac Nipissing dans le district du même nom. 
Elle a été créée le 1er janvier 1999 par la fusion de dix-sept et demie d'ancienne villes, villages, cantons et communautés non organisées.
Celle-ci comprend la communauté la plus bilingue de l'Ontario avec 73,4 % de sa population qui parle l'anglais et le français. De ce fait, elle compte une majorité franco-ontarienne.

## Géographie
La municipalité de Nipissing-Ouest est située dans le district de Nipissing dans le Nord-Est de l'Ontario à mi-chemin entre Sudbury et North Bay.
La superficie terrestre est de 1 993,63 km2. 
Le territoire s'étire le long du lac Nipissing et est alimenté par la rivière aux Esturgeons et la petite rivière aux Esturgeons. 
Plusieurs plans d'eau parsèment le territoire, notamment les lacs Muskosung, Badgerow, Duff, Cache, Pike, Sand, Mud, Tanner et Bain. 
Le lac Nipissing compte de nombreuses îles dont les îles Gaulais et Hardwood (Île aux Chênes), ainsi que plusieurs découpements comme les baies Collins et Aubin.

## Urbanisme

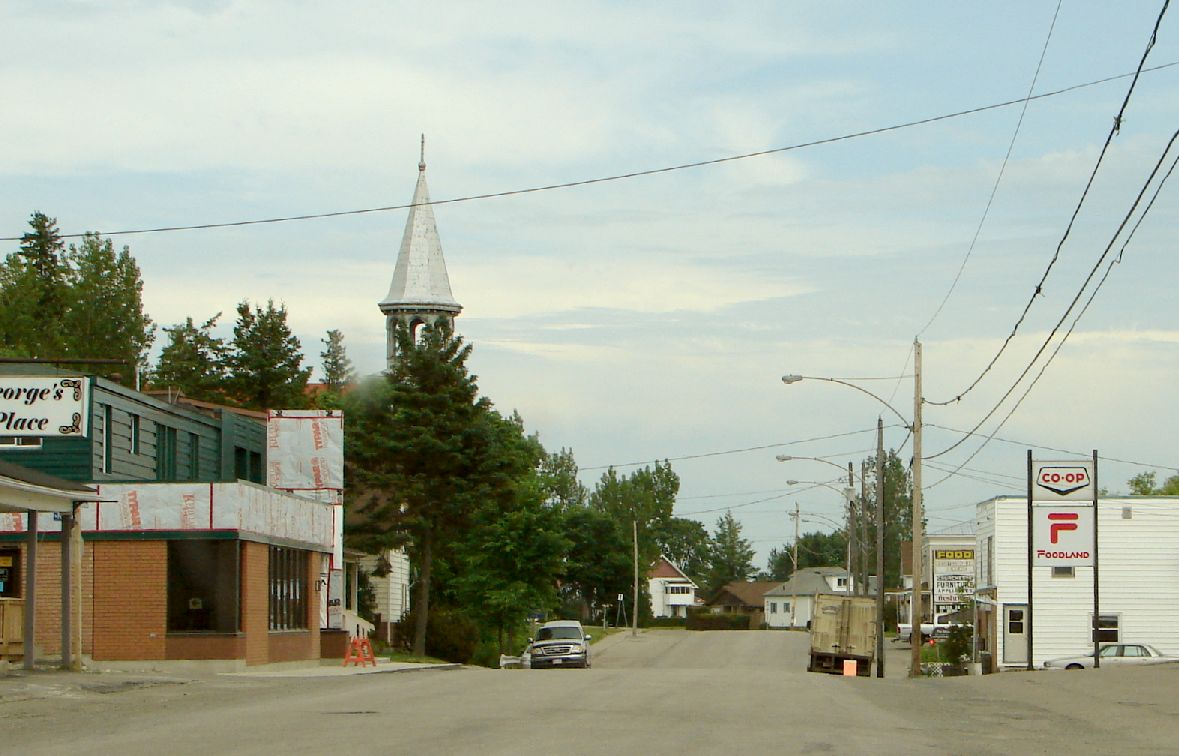
Centre-ville de Verner.

Le paysage se caractérise par la diversité du territoire rural et de petits hameaux. La municipalité s'est développée autour des centres-villes de Sturgeon Falls et de Verner. Outre ces deux pôles urbains, la municipalité compte plusieurs localités et cantons incluant Cache Bay, Field, Lavigne, River Valley, Kipling, Désaulniers, Evansville/Goulard, Dutrisac/Salter, Leblanc/Sabourin, Janes et Dana, McWilliams, Crerar, Gibbons, Bastedo, Fell, Hugel, Badgerow, Grant, Domrémy, Kirkpatrick, Caldwell et Springer, Collins Bay, Pedley, Beaucage, MacPherson, Loudon, Falconer, Latchford, Bertram, Bain Lake, Tomiko Lake, Chebogomog Lake, Muskosung, Pike Lake. La collectivité est traversée par les grands axes de transport transcanadien est-ouest, soit la route 17 (route Transcanadienne) et le chemin de fer continental du Canadien National. La route 64 relie Verner à Noëlville au sud et Sturgeon Falls à Marten River au nord. La municipalité est également desservie par les routes secondaires 539 et 575.

## Histoire
Les premiers habitants de cette région étaient les Anishinaabes, nom qui signifie « peuple des origines ». Cette dénomination inclut les Algonquins, les Outaouais, les Ojibwés et les Potawatomis, des tribus autochtones parlant une racine de langues algonquines présentant une certaine similitude. Le nom Nipissing provient de Nipissing, groupe améridien habitant la contrée lors du passage de Jean Nicolet en 1620-1629. Au XVIIe siècle les explorateurs français puis les trappeurs et coureurs des bois canadiens-français arpentent cette contrée. Le Chevalier de Troyes fait connaître cet endroit en dynamisant le commerce de la fourrure avec les autochtones et le poste de traite du fort Témiscamingue. L'arpentage des terres débute en 1783. En 1858, le district de Nipissing est créé.
Dès 1866, l'entrepreneur John Booth a acheté des droits de coupe dans les cantons de Field, Badgerow et Crerar, qui donnent sur la rivière aux Esturgeons. Le développement de l’industrie forestière attire des Canadiens français. « Les exploitants n’hésitent pas à les embaucher », selon le sociologue Roger Bernard, « parce que la qualité de leur travail en tant que bûcherons et draveurs est légendaire », puis ils acceptent « de travailler dans des conditions pénibles. » Or, Booth voit d’un mauvais œil les colons canadiens-français – les familles Aubin, Deschamps, Filion, Hébert, Jarbeau, Labelle, Ménard, Ranger et Vézina – qui s’établissent sur les terres à proximité dans la décennie et craint qu’ils causent des feux ou du gaspillage de bois. En remontant la rivière vers Désaulniers, on trouve aussi les Joanisse, Moreau et Quenneville, des familles venues du Québec, de l’Est ontarien et des États-Unis.  
Situé à quelques kilomètres au nord du lac Nipissing, aux chutes de la rivière aux Esturgeons, Sturgeon Falls est érigé près de l’ancien poste de traite de la Compagnie de la Baie d’Hudson. Le jésuite J.-U. Hanipaux y a construit une petite chapelle en 1847, mais les premiers colons sont anglophones, originaires des comtés de Muskoka et de Simcoe. Des concessions sont attribuées pour la coupe depuis 1872 et des premières petites scieries, dont celles de Booth, émergent le long de la rivière. En 1884, une gare est ouverte, la municipalité du canton de Springer est établie et un premier plan de ville est élaboré. 
En 1881, le Canadien Pacifique implante sa ligne de chemin de fer. 
C’est donc à l’ouest de la réserve que la population canadienne-française se concentre dans les localités – d’est en ouest – de Sturgeon Falls, Cache Bay, Verner, Warren – au nord – Field, Desaulniers, River Valley – puis au sud – Lavigne, Monetville, Saint-Charles, Ouellette, Noëlville, Alban, French River et Bigwood. 
C’est en 1867 que Félix Mageau et Judith Roy quittent Sainte-Julienne (Lanaudière), selon leur fils Zotique qui a deux ans au moment de la migration, pour « se tailler une terre en pleine forêt vierge, au Castor, à deux milles du village d’Embrun ». Ce dernier est instruit dans les écoles du comté de Russell, dont un passage à l’école anglaise pendant trois mois pour y apprendre l’anglais et agir « comme interprète dans ses marchés avec les écossais de Mosswood, de Winchester et même de Morrisbargh ». À l’âge de 16 ans, il accepte un salaire de 30$ par mois pour bucher à Luther, au centre du Michigan, « où un camp de cent hommes coupent des billots de pin blanc et n’ont que des bœufs pour haler ». Il rentre à Ottawa en 1882 pour travailler au magasin Chabot, dont le propriétaire l’envoie en juin 1884 pour ouvrir des magasins rudimentaires (parfois en tente) aux stations ferroviaires du Canadien-Pacifique Sudbury, Biscotasing, Chapleau et White River. L’image que Mageau laisse de ces postes pionniers est un monde d’hommes, qui boivent, font de la contrebande et se battent pour aboutir en prison avant de recommencer le même cycle. Mageau marie Saladine Serré de Sturgeon Falls en 1887 et s’y installe de façon définitive en mars 1892.La colonisation canadienne-française commence après que les premiers ingénieurs y soient passés en 1881 pour tracer le parcours de la voie ferrée. Né à Saint-Fabien (Bas-du-Fleuve) en 1857, Joseph Michaud a fait des études au collège de Rimouski et travaillé comme marchand à Sainte-Anne-des-Monts avant d’œuvrer, entre 1878 et 1883, comme commis aux postes sur le Canadien Pacifique. En 1883, il achète un magasin à Sturgeon Falls et s’associe en 1887 à Georges Lévesque, qui arrive de Rivière-Ouelle (Québec). Les familles Jodoin, Parisien, Serré, Côté, Bélanger et Arbour s’installent à la même époque. En 1891, la paroisse du Sacré-Cœur et une école sont construits. Le Colonisateur en 1898 promeut un paradis agricole qui ne fait qu’attendre des colons : 
Sturgeon-Falls a un brillant avenir en perspective. Elle est sans aucun doute, destinée à devenir la ville la plus importante du district et peut-être de tout le nord de l’Ontario. Elle est le centre d’une immense région agricole. Des limites à bois, les plus belles et les plus riches d’Ontario, sont à sa porte…
Son climat, très sain et très salubre, donne à ses habitants une santé robuste et vigoureuse. Les lacs qui l’environnent foisonnent de poissons.
La construction d’un moulin se prépare depuis la fondation du village. L’accès à la rivière pour transporter des billes et générer de l’hydroélectricité rend le site attrayant. Un entrepreneur de Huntsville échoue à la tâche en 1894, mais une corporation britannique achète la Sturgeon Falls Pulp Company et ouvre un moulin en octobre 1898. Les investisseurs ont obtenu le droit de récolter l’épinette, le pin gris, le peuplier et le mélèze surtout sur les cinq milles sur chacune des rives de la rivière et ses tributaires, soit 75 milles carrés sur 21 ans. En retour, la compagnie s’engage à dépenser un million de dollars sur le moulin et embaucher au moins 240 personnes. Selon le Globe de Toronto :
"Sturgeon Falls is extremely fortunate to have secured the location of this company here. For years past our legislators have allowed the Americans to take our wood without duty, manufacturing it into paper, and sell that paper manufactured from Canadian wood in the English market. This system must be changed. The raw material must be manufactured at home. This is Canada’s opportunity."
La ville introduira l’électricité (1898), les égouts (1902), le téléphone (1902) et les aqueducs (1906) aux maisons. À Sturgeon Falls, de 1896 à 1912, le moulin rebondit entre six propriétaires, la capitalisation du moulin demeure insuffisante et l’accès à l’emploi est instable. Au début du siècle, les locaux rencontrent des difficultés, jugeant que trop d’étrangers y travaillent – contrevenant peut-être à la Alien Labour Act. La compagnie est accusée de violer la Lord’s Day Act, qui interdit les opérations le dimanche et certains hommes sont obligés de le faire ou congédiés pour refuser de le faire. On s’en plaint au procureur à North Bay. Les conflits contribuent à nourrir l’organisation des travailleurs. L’International Brotherhood of Paper Makers est la première à organiser les travailleurs à Sturgeon. On gagne la journée de travail de huit heures et du travail limité les dimanches en 1906. Un stoppage le 10 juin 1907 est provoqué par le manque de considération de la compagnie pour l’entente. La grève implique 141 travailleurs (dont 4 femmes). Au 25 juillet, le nombre de grévistes a atteint 350, surtout des chefs de famille qui refusent le travail les dimanches. La compagnie répond en important des travailleurs étrangers le 29 juillet. Il n’est pas clair si le syndicat survit, mais la compagnie est mise sous séquestre à l’automne 1907 et restera fermée pendant cinq années. Selon High, l’accès variable au bois, la concurrence internationale, la fluctuation des marchés globaux, l’évolution technologique et les préoccupations environnementales se trouvent au cœur de cette instabilité. 
C’est en 1912 que la Spanish River Pulp and Paper fait l’acquisition du moulin. Elle en a déjà un qui est performant à Espanola et possède des concessions de quelques millions d’acres dans le district d’Algoma. Avec le nouveau propriétaire, le moulin a finalement la capitalisation pour fleurir. L’élimination des tarifs sur le papier journal canadien entre 1911 et 1913 nourrit cette expansion. Une deuxième et troisième machine sont installées en 1921, la troisième produisant du papier peint. Au moment de la réouverture en 1912, un syndicat n’est pas réactivé immédiatement. Le rapport de force change brièvement pendant la Grande Guerre, avec la réorganisation du syndicat en 1915, cette fois sous deux organisations du Paper Makers et du Pulp and Suplhite Workers. Mais les officiers sont congédiés, dont Maurice Labelle, qui deviendra un important syndicaliste pour l’International Union. La compagnie se voit obligée, à cause du marché de travail pendant la Guerre, de signer une entente collective avec les Paper Makers, en 1917, pour ses moulins à Sault Ste Marie, Espanola et Sturgeon Falls. Cette croissance contribue à faire passer la population de Sturgeon Dalls de 2199 (1911) à 4125 (1921). 
La récession de 1921 provoque un déclin des prix de l’imprimé et de niveaux de productions, ainsi qu’une demande pour comprimer les salaires. La récession est à la source d’une grève dans la plupart des moulins nord-américains. Deux représentants du local du Pulp and Sulphite à Sturgeon Falls, dont A. Wagner, voyagent à New York pour participer aux négociations – le syndicat y a ses quartiers généraux. Les 350 membres syndiqués le 17 avril 1921 votent contre les compressions salariales proposées. Entretemps, la compagnie se prépare pour une longue grève : elle arrête la circulation des billes en amont. La compagnie a pu continuer la construction du broyeur, ce que le syndicat accepte pour les intérêts futurs des travailleurs. Un comité de coordination équitable entre les deux syndicats coordonne les activités locales. On ne reçoit que 200$ comme bénéfice du central. Parmi 253 travailleurs qui sont mariés avec des enfants, on compte 5,4 enfants par membre. La compagnie continue d’être en contact par la distribution de dépliants. La grève dure du 11 mai au 6 juillet, quand les ouvriers acceptent d’aller en arbitrage et de rentrer au travail, après un vote de 171 membres (parmi 206 membres ayant voté). L’arbitrage tranche en faveur de la compagnie, qui est autorisée à réduire les salaires des ouvriers non qualifiés de 16,7 % et ceux des travailleurs qualifiés de 10 %. À 40 cents de l’heure, c’est pas beaucoup, mais c’est mieux que dans l’usine d’acier ou dans d’autres moulins, où les salaires avaient été réduits à 30 cents; ils n’ont pas donc grand place à aller et ont perdu moins qu’ailleurs, ais le syndicat va essayer d’être conservateur et prudent par la suite, pour ne pas déranger les emplois. Des festivités importantes sont organisées dans les années 1920 pour la fête du travail. 
Un barrage en ciment est complété en 1924 pour mieux contrôler la rivière elle-même, grâce à un réseau de réservoirs et barrages en amont. Le moulin dépend du pouvoir de l’eau pour tourner les turbines et les broyeuses. Les niveaux saisonniers et variables de l’eau, par contre, freinent parfois la production. 
L’historienne Sophie Landry a consacré une thèse de maîtrise (2000) à la fécondité des Canadiennes françaises à Sturgeon Falls des décennies 1890 à 1930, enjeu qui n’avait « jamais [été] abordé dans le Nouvel-Ontario». À partir des registres de la paroisse du Sacré-Cœur sur les 1047 mariages et 2493 baptêmes entre 1891 et 1940, ainsi que les données des recensements disponibles à l’époque (1891 et 1901), elle analyse de plus près, la prise de « conscience de leur possibilité de contrôler leur fécondité, contrôle qui se fait au départ dans le respect des naissances » pour « « terminer » la famille plus tôt » en accélérant la venue des enfants, ce qui constitue l’une des « premières formes de contrôle de naissance chez les couples canadiens-français ».
N’étant pas pris par les travaux d’un milieu agricole, où les mariages ont lieu au printemps, la plupart des mariages canadiens-français à Sturgeon Falls peuvent avoir lieu à l’été, comme à Sudbury. La recherche de Landry souligne également la mobilité des couples : 40 % ne baptisent pas d’enfants à la paroisse du Sacré-Cœur. Avec la fondation des paroisses à Verner (1895), à Cache Bay (1906) et à Field (1925), certains couples font baptiser leurs enfants dans les nouvelles paroisses, mais plusieurs se déplacent, après avoir perdu un emploi, où ne s’établissent jamais à Sturgeon Falls, puisque l’homme s’est marié dans la paroisse de la famille de sa conjointe, comme le veut la coutume au Canada français, même s’il habite ailleurs. Il faut aussi prendre en compte que près d’un couple sur dix, selon les estimations de Gérard Bouchard pour le Saguenay, serait stérile.
Parmi les 508 couples du corpus qui ont eu des enfants baptisés à la paroisse du Sacré-Cœur, 60 % des premières naissances s’établissent avant le premier anniversaire de mariage du couple. En fait, la moyenne de 15 mois est élevée à comparer aux indices moyens pour l’Amérique du Nord (16 mois) et le Canada (22 mois) calculés par les démographes Hubert Charbonneau et Jacques Henripin pour la période, mais similaire à la moyenne observée au Saguenay (13 mois) par Bouchard. Landry note « un assouplissement des mœurs à travers les décennies » en examinant les conceptions prénuptiales et les naissances survenues entre 7 et 8 mois après le mariage : elles comptent pour 7 % des conceptions dans la décennie 1890, mais d’environ 28 % dans la décennie 1930. C’est similaire à ce qui peut être observé à Sainte-Anne-des-Pins de Sudbury, mais beaucoup plus élevé que ce que l’on constate au Saguenay, où les conceptions prénuptiales n’augmentent pendant la décennie 1930 que de 3 à 7 %, voire dans une ville industrielle comme Trois-Rivières, où le taux passe de 5 à 10 %.
Landry note aussi que « l’intervalle protogénésique moyen de tous les couples diminue de trois mois ». Landry s’inspire de Bouchard sur la contraception, promue parmi les couples mariés à compter du début des années 1920, au Saguenay. Le nombre d’enfants après cinq ans de mariage augmente légèrement entre les décennies 1890 (2,4) et 1920 (2,8). Landry explique le phénomène par le fait que le nombre de couples qui ont 4 enfants avant leur 5e anniversaire de mariage augmente dans la décennie 1910; dans les années 1920, on enregistre même des cas de cinq enfants au 5e anniversaire. En étudiant 149 couples dont on peut mesurer la fécondité maritale sur 10 ans, elle juge significative la baisse d’une moyenne de 5,3 enfants (1915-1919) à 4,3 enfants (1935-1940) comme étant une indication d’une accélération des conceptions. Cette moyenne masque cependant les familles qui comptent, dès la décennie 1910, des familles de 7 à 9 enfants dans la première décennie de mariage. La période d’allaitement est visiblement réduite, mais correspond aussi à « la contraception d’arrêt » avec la volonté de terminer la famille plus tôt tout en ayant le même nombre d’enfants que leurs parents, « de manière à éviter les pressions du clergé et de l’entourage ». Cela baisse l’âge de la mère au dernier enfant. Le phénomène s’observe chez les non cultivateurs au Saguenay dans la décennie 1920 et dix ans plus tard chez les cultivateurs. Comme l’expliquent Bouchard et Roy :
"Cette contraction des intervalles – en particulier aux premières naissances – serait due entre autres à un phénomène psychologique, les couples relâchant en quelque sorte leur vigilance à partir du moment où ils sont conscients de pouvoir interrompre la procréation à leur discrétion."
Sur 57 couples dont on pouvait étudier la fécondité sur une vingtaine d’années et qui ont eu une « famille complète », on observe une moyenne de 11 enfants, moyenne stable des décennies 1890 à 1930. Cette stabilité donnerait raison au maintien du nombre d’enfants, depuis le 17e siècle, à la contraception d’arrêt. Il y a de plus grandes familles de 16 à 20 enfants, où il n’y a pas d’enfants mort-nés, parfois des jumelles, et une épouse qui accouche de l’âge de 17 ou 18 ans jusqu’à la mi-quarantaine. De résumer Landry, « il semble bien que, pour dépasser la douzaine d’enfants, il faille, ou bien se marier plus jeune que la moyenne […], ou encore être particulièrement féconde » de façon à avoir des enfants à moins de deux ans d’intervalle. L’hypothèse du tassement des naissances est aussi confirmée dans les 149 couples enregistrant 10 ans de fécondité, puisque l’écart entre le mariage et la première naissance baisse de 15 à 13 mois entre le tournant du siècle et les années 1930. L’écart entre la première et la deuxième naissance, la deuxième et la troisième naissance, puis la troisième et la quatrième, diminuent aussi respectivement de 22 à 21 mois, puis de 25 à 23 mois, entre le tournant du siècle et les années 1930. Ces intervalles, juge Landry, laissent entendre que les femmes à Sturgeon Falls continuent de pratiquer la « fécondité naturelle », avec six à douze mois d’allaitement après la naissance, qui tend à espacer les naissances à 24 mois entre elles. Selon le recensement de 1901, le rapport du nombre d’enfants de moins de cinq ans et le nombre de femmes mariées entre 15 et 49 ans, ramené à un indice calculé à partir d’une moyenne pour l’Ontario, est de 1,2 pour les Canadiennes françaises en province et de 1,65 pour les Canadiennes françaises de Sturgeon Falls! De conclure Landry :
"En tant que région nouvelle, la ville attire de jeunes couples qui, indépendamment de leur religion, ont beaucoup d’enfants. […] Ainsi les couples canadiens-français ont amorcé, au cours des premières décennies du XXe siècle, une révolution fondamentale de la vie familiale. Non pas qu’ils aient réduit le nombre d’enfants, ce qui aurait constitué une rupture trop brutale avec la tradition, mais ils ont plutôt choisi la période de leur vie de couple au cours de laquelle ils auraient des enfants. Quel pas gigantesque venait d’être franchi! Cette étape ne pouvait se faire sans la complicité accrue du mari puisque l’épouse devait s’assurer, une fois le dernier enfant né, de ne plus être enceinte pendant un nombre accru d’années. Le couple cesse de s’en remettre à Dieu et assume sa fécondité; le reste suivra progressivement au gré des découvertes biologiques, telle la méthode du calendrier qui se diffuse au cours des années 1920 et 1930."
Au début des années 1920, la ville compte 5175 habitants, dont les quatre cinquièmes sont francophones. Selon Gaétan Gervais, quelques journaux de langue française éphémères sont publiés : Le Colonisateur, Le Courrier du Nipissingue, L’Entreprise, l’Advertiser (bilingue), Le Nouvel-Ontario (1924) et Le Bon Vent (1939).
La question scolaire demeure une importante source de préoccupation pour l’élite marchande : Michaud et Mageau présideront chacun la commission scolaire séparée. Au tournant du siècle, la commission conclut une entente avec la Sturgeon Falls Pulp Company pour qu’elle verse la moitié de ses taxes scolaires « à l’école canadienne-française ». L’arrivée des filles de la Sagesse en 1904 élargit considérablement l’ampleur de l’éducation franco-catholique : elles prennent en charge l’enseignement des 300 élèves à l’école Saint-Joseph, ouvrent le pensionnat Notre-Dame-de-Lourdes (1907) pour offrir la 9e et 10e année aux adolescentes, ainsi qu’une école modèle (1909) pour former des institutrices de langue française. Michaud et Mageau seront, chacun à leur tour, élus maire (1899, 1926) de la ville de Sturgeon Falls, fondée en 1895, et député libéral provincial (1903, 1911). 
Mageau préside la chambre de commerce, la société d’agriculture Saint-Jean-Baptiste, la commission scolaire séparée, les Forestiers catholiques, ainsi que le conseil du high school. Mageau est élu député libéral provincial à quatre reprises entre 1911 et 1923  et occupe la mairie à compter de 1926. C’est d’ailleurs pendant le règlement 17 que Mageau, sur les bancs de l’assemblée législative, proteste contre « une vague de fanatisme » dans les journaux anglo-protestants, puis que les religieuses, à l’arrivée d’un inspecteur anglo-protestant à Sturgeon Falls, dirigent leurs 400 élèves à quitter l’édifice en silence pour l’empêcher d’évaluer leur enseignement. Après son départ, selon Mère Marie de Jésus, « le personnel enseignant continue à donner grande attention à l’enseignement du français dans les classes ». L’école est agrandie en 1921 pour répondre à la croissance de la population.
La municipalité de Sturgeon Falls est instituée en 1895, Cache Bay en 1903. 
Au début du XXe siècle, des Canadiens français émigrent dans ce canton et renforcèrent, par leur présence, la communauté francophone. Certaines familles canadienne-françaises y sont arrivées de Holyoke (Massachusetts).
Récemment, le généalogiste Guy Parent a publié un texte sur l’« îlot francophone » qu’est le canton de Caldwell, à partir des données du recensement de 1901. Selon ce recensement, 90 % sont d’origine canadienne-française et 3 émigrants sur 10 sont originaires du comté de Joliette, « illustrant ainsi le pouvoir d’un réseautage social et familial qui a guidé ses habitants vers cette région ». Parent est parti sur cette piste après avoir remarqué, dans sa recherche sur la paroisse Saint-Narcisse, que cinq hommes et leurs familles s’étaient rendus à Caldwell en 1901 : le fromager Philippe Trudel, les cultivateurs Pierre Ayotte, Napoléon Gervais, ainsi que les frères Majorique et Ovila Brouillette. Ils s’inscrivent dans les vagues de départs de Canadiens français vers la Nouvelle-Angleterre, l’Ontario, le Midwest américain et les Prairies canadiennes. Après 19 ans de colonisation dans Caldwell, on recense 868 habitants appartenant à 167 familles dans 156 demeures. Des 169 familles, 153 sont d’origine canadienne-française (91 %). À l’intérieur du contingent canadien-français, parmi les chefs de famille, 135 d’entre eux sont nés au Québec (88 %), 15 sont nés en Ontario (10 %) et 3 sont nés aux Etats-Unis (2 %). La moitié des émigrants québécois proviennent des districts de recensement de Joliette, de Terrebonne et de Berthier, mais l’autre moitié proviennent de 29 districts différents, du Témiscouata à l’Outaouais. Les chiffres sont pratiquement identiques pour les épouses. Cela semble diminuer considérablement l’impact potentiel qu’ont eu les efforts de colonisation du père Paradis de rapatrier des Canadiens français du Michigan vers Verner. Parent précise cependant que 12 % d’entre eux en sont à leur deuxième émigration, sans préciser cependant le lieu de passage. Parmi les 497 enfants, 49 % sont nés en Ontario, 38 % sont nés au Québec et 13 % sont nés aux Etats-Unis (33 au Massachusetts, 22 au Michigan et 6 au New York), ce qui suggère que certaines Québécoises de naissance ont mis au monde des enfants dans la République voisine, lors d’un passage antérieur. Parent suit les trajectoires migratoires des cinq migrants de la paroisse de Saint-Narcisse : Philippe Trudel est de retour à Saint-Narcisse en 1911 et il y décède ; Pierre Ayotte reste un peu plus longtemps, mais se trouve dans le canton de Timiskaming en 1921 et décédera à Toronto ; Napoléon Gervais est passé par Lowell (Massachusetts) avant d’arriver à Verner vers 1900, mais rendtre à Trois-Rivières avec la moitié des enfants, tandis que les enfants plus âgés sont restés dans Caldwell ; Majorique et Ovila Brouilette restent à Caldwell et y décèdent. 
Les familles des quatre migrants de Saint-Narcisse et celle de Napoléon Gervais présentent un portrait qui décrit ces émigrants du monde rural au XIXe siècle : une majorité prend racine dans leur lieu d’émigration, certains reviennent dans leur paroisse d’origine et d’autres vivent deux migrations avant de trouver l’endroit qui leur convient. […]
Dans le cas du canton de Caldwell, la forte proportion des chefs de famille qui proviennent du district de Joliette est probablement due au réseautage social et familial qui a drainé ces familles vers cette région à la fin du XIXe siècle.
Par contre, ce phénomène fut beaucoup moins important dans le cas de Paul Côté, celui que l’on considère comme étant le pionnier du canton de Caldwell et qui est originaire de l’Isle-Verte, dans le district de Témiscouata. En 1901, le pionnier demeure chez sa fille Artémise, veuve qui est identifiée comme le chef de famille, et ses cinq enfants. Ses concitoyens ne l’ont pas suivi en grand nombre dans cette région éloignée. Des cinq chefs de famille qui proviennent du Témiscouata, on trouve deux fils de Paul Côté ainsi que les frères Cyprien et Théophile Roussel.
La construction d’une pleine église débute en 1902. Si l’école du village est d’abord publique – et recevant les pleines taxes foncières – le règlement 17 pousse le curé Racette à faire construire une école séparée en 1918 et à faire démolir l’école publique, ce qui attire l’attention de la police provinciale. Cela suit un événement pendant la crise de la conscription, l’année précédente, où les résidents s’opposent à la nomination d’un officier rapporteur anglophone aux élections de 1917. Selon Gaétan Gervais, « Nous sommes ici en présence d’une colonisation agricole qui a produit les résultats espérés ». Les fermes produisent diverses céréales, mais se spécialisent aussi dans la production laitière. Le village compter une beurrerie, une porcherie et une scierie. Seuls dans les lieux à très forte majorité, dont Saint-Albert et Verner, a-t-on aspiré à créer des «économies» coopératives. À l’automne 1913, Desjardins effectue un séjour de quelques semaines dans les villages du Moyen-Nord à majorité canadienne-française, de Chelmsford à Verner, où il implante onze caisses. Le mot se répand, car à l’hiver suivant, des délégués d’un congrès régional de l’ACFÉO expriment leur espoir de voir toutes les paroisses nord-ontariennes se doter d’une caisse. En revanche, les connaissances limitées et l’absence d’une loi cadre en province étouffent la marge de manœuvre des coopératives, ce qui entraine la dissolution rapide des caisses fondées par Desjardins, ainsi qu’un découragement significatif chez leurs promoteurs… En 1913, on tente de mettre sur pied une coopérative pour la vente de foin, un comptoir d’achat et une caisse populaire, mais les efforts initiaux – qui seront repris avec succès dans les années 1940 – sont des échecs. Dans les années 1920, un club à Verner vend du foin, mais aussi du bois de poêle.
Le canton de Caldwell, dont le chef-lieu est Verner, devient une municipalité en 1893. L’électricité entre au village en 1919, mais attendra quelques décennies de plus pour rejoindre la campagne. Un grand feu en 1923 détruit quatre magasins et une quinzaine de maisons. Les incendies sont fréquents puisque les édifices sont construits en bois et chauffés au charbon ou au bois. Un système d’aqueducs est installé en 1924. Verner compte 250 familles en 1925, dont la quasi-totalité sont canadiennes-françaises La desserte de Lavigne, à une dizaine de kilomètres au sud, devient la paroisse La Visitation-de-la-Vierge, en 1914. Dix ans plus tard, il y a 145 familles canadiennes-françaises. À Field, des entrepreneurs canadiens-français, remplacent les pionniers anglophones. Zotique Mageau fondera plus d’une entreprise, dont la Mageau and Leblanc Lumber (1906), qui fera faillite, et Mageau-Serré Wholesale Liquors, qui est dissoute en 1916 suivant l’introduction de la prohibition. Fondé à Field en 1914, la même année qu’arrive la voie ferrée Canadien-Nord, Mageau Lumber prospère et contribue à faire croître la population à 1 300 personnes. Cache Bay, Field et River Valley voient émerger des scieries à la fin du 19e siècle, ont d’abord des « dessertes » catholiques avant d’obtenir des paroisses autonomes en 1906, 1925 et 1936. Les villages à l’ouest du lac Nipssing sont à forte majorité canadienne-française – c’est 94 % des 170 familles à Cache Bay en 1925.
La municipalité de Nipissing Ouest est constituée le 1er janvier 1999 par le regroupement de dix-sept villes, villages, cantons, hameaux et territoires non organisés,incluant Sturgeon Falls.

## Peuplement d’une sélection de cantons et de villages du lac Nipissing (1891-1941[24])
| Municipalité          | 1891 | 1901 | 1911 | 1921   | 1931   | 1941   |
| (CJA) St-Charles      | 155  | 282  | 730  | 819    | 880    | 894    |
| (CMM) Noëlville       | -    | 118  | 1091 | 1342   | 1447   | 1651   |
| (RD) Warren           | -    | 774  | 1199 | 1119   | 1228   | 1355   |
| (C) Verner            | -    | 868  | 1445 | 1544   | 1509   | 1464   |
| Cache-Bay             | -    | -    | 889  | 925    | 1151   | 1004   |
| Sturgeon Falls        | -    | 1418 | 2199 | 4125   | 4234   | 4576   |
| North Bay             | 1848 | 2530 | 7737 | 10 692 | 15 528 | 15 599 |
| Bonfield              | -    | 403  | 484  | 421    | 493    | 497    |
| Mattawa               | 1438 | 1400 | 1524 | 1462   | 1631   | 1971   |
| *réserves autochtones | -    | -    | 400  | 341    | 312    | 414    |

Au recensement du Canada de 2016, la population totale s'élève à 14 364 habitants, soit une hausse de 215 personnes (1,5 %) entre 2006 et 2011. La densité brute de la population est de 7,2 habitants/km2 pour l'ensemble de la municipalité. Le parc résidentiel s'élève à 7 013 logements privés, dont 6 281 sont occupés par des résidents habituels,. En 2006, on comptait 8 305 francophones soit 63 % de la population, et 2 685 anglophones, soit 20 % de la population. La localité de Sturgeon Falls/Cache Bay regroupe environ la moitié de la population.
Évolution de la population totale, 1991-2016

## Économie
Les principales activités éeconomiques comprennent l'agriculture, l'extraction minière, la foresterie, la construction, le commerce et services ainsi que le tourisme.

## Culture
Le patrimoine francophone est important. Le Conseil des arts de Nipissing Ouest (CANO) programme plusieurs spectacles d'artistes franco-ontariens ou mettant en valeur la culture franco-ontarienne. Le journal La Tribune diffuse les nouvelles locales en français et en anglais depuis 1968.

## Société
L'hôpital général de Nipissing Ouest, situé à Sturgeon Falls, offre une capacité de 98 lits.

### Personnalités
- Léo Bourgault (1903-1965), joueur de la Ligue nationale de hockey
- Jean Éthier-Blais (1925-1995), écrivain
- Gilles Cazabon (1933-), évêque
- Benoît Cazabon (1944-), linguiste
- Gaston Tremblay (1949-), éditeur et poète
- André Paiement (1950-1978), dramaturge, compositeur et musicien
- Dan Frawley (1962-), joueur de la Ligue nationale de hockey